# Parachtes romandiolae
Parachtes romandiolae là một loài nhện trong họ Dysderidae.
Loài này thuộc chi Parachtes. Parachtes romandiolae được miêu tả năm 1949 bởi Caporiacco.